# Platja de l'Almadrava (Vandellòs i l'Hospitalet de l'Infant)
La platja de l'Almadrava és una platja semiurbana del municipi de Vandellós i l'Hospitalet de l'Infant (Baix Camp), flanquejada pel passeig marítim del nucli de l'Almadrava. Està limitada per roques naturals a banda i banda, entre la cala Ronyosa, al nord, i el barranc del Cap de Terme, al sud, al límit del terme municipal de l'Ametlla de Mar, que la separa de lo Codolar de l'Almadrava. Orientada a l'est, té una longitud de 869 metres i una amplada mitjana de 25 metres, formada per sorra mitjana, fina i còdols, amb un cordó dunar al rereplatja. El pendent d'entrada a l'aigua és fort. Disposa de guinguetes de begudes i gelats, lloguer de para-sols i hamaques, dutxes, servei de socorrisme i salvament, accés per a persones amb mobilitat reduïda, zona esportiva i parc infantil.
La platja està guardonada amb la Bandera Blava, que reconeix internacionalment la qualitat de l'aigua i serveis. L'Agència Catalana de l'Aigua efectua un control setmanal de la qualitat de l'aigua, durant la temporada de bany, amb el resultat d'excel·lent.

## Toponímia
El nom d'Almadrava prové d'un conjunt de xarxes que, a principis del segle xx, s'utilitzaven per a la pesca de peixos migratoris que arribaven en bancs a la platja.